# Écozone paléarctique : plantes à graines par nom scientifique (PH)
| PH | PO |

## P

### Ph

#### Pha
- Phacelia - Hydrophyllacées
  - Phacelia campanularia - Phacélie
  - Phacelia tanacetifolia - Phacélie à feuilles de tanaisie
  - Phacelia congesta

- Phaesolus - Fabacées
  - Phaseolus coccineus - Haricot d'Espagne
  - Phaesolus lunatus - Haricot de Lima
  - Phaesolus vulgaris - Haricot commun

- Phagnalon
  - Phagnalon saxatile - Phagnalon des rochers

- Phalaris
  - Phalaris arundinacea - Phalaris roseau
  - Phalaris canariensis - Phalaris des Canaries

#### Phe
- Phellodendron
  - Phellodendron amurense - arbre liège de Chine

#### Phi
- Philadelphus
  - Philadelphus coronarius - Seringat couronné
  - Philadelphusx cymosus
  - Philadelphusx lemoinei - Seringat de Lemoine
  - Philadelphusx purpureo-maculatus
  - Philadelphus virginalis - Seringat virginal

- Phillyrea
  - Phillyrea angustifolia - Filaire à feuilles étroites
  - Phillyrea decora
  - Phillyrea media filaire - Filaire à feuilles larges

- Philodendron
  - Philodendron erubescens - Philodendron grimpant de Colombie
  - Philodendron scandens - Philodendron grimpant du Mexique

#### Phl
- Phleum - Poacées
  - Phleum alpinum - Phléole alpine
  - Phleum pratense - Phléole des prés

- Phlomis
  - Phlomis suffruticosum - Phlomis

#### Pho
- Phoenix
  - Phoenix canariensis - Dattier des Canaries
  - Phoenix dactylifera - Palmier-dattier
  - Phoenix theophrasti - Dattier de Crète

- Photinia
  - Photinia davidiana
  - Photinia serrulata
  - Photinia fraseri
  - Photinia villosa

#### Phr
- Phragmites  - Poaceae
  - Phragmites australis - Roseau commun

#### Phy
- Phyllocarpus

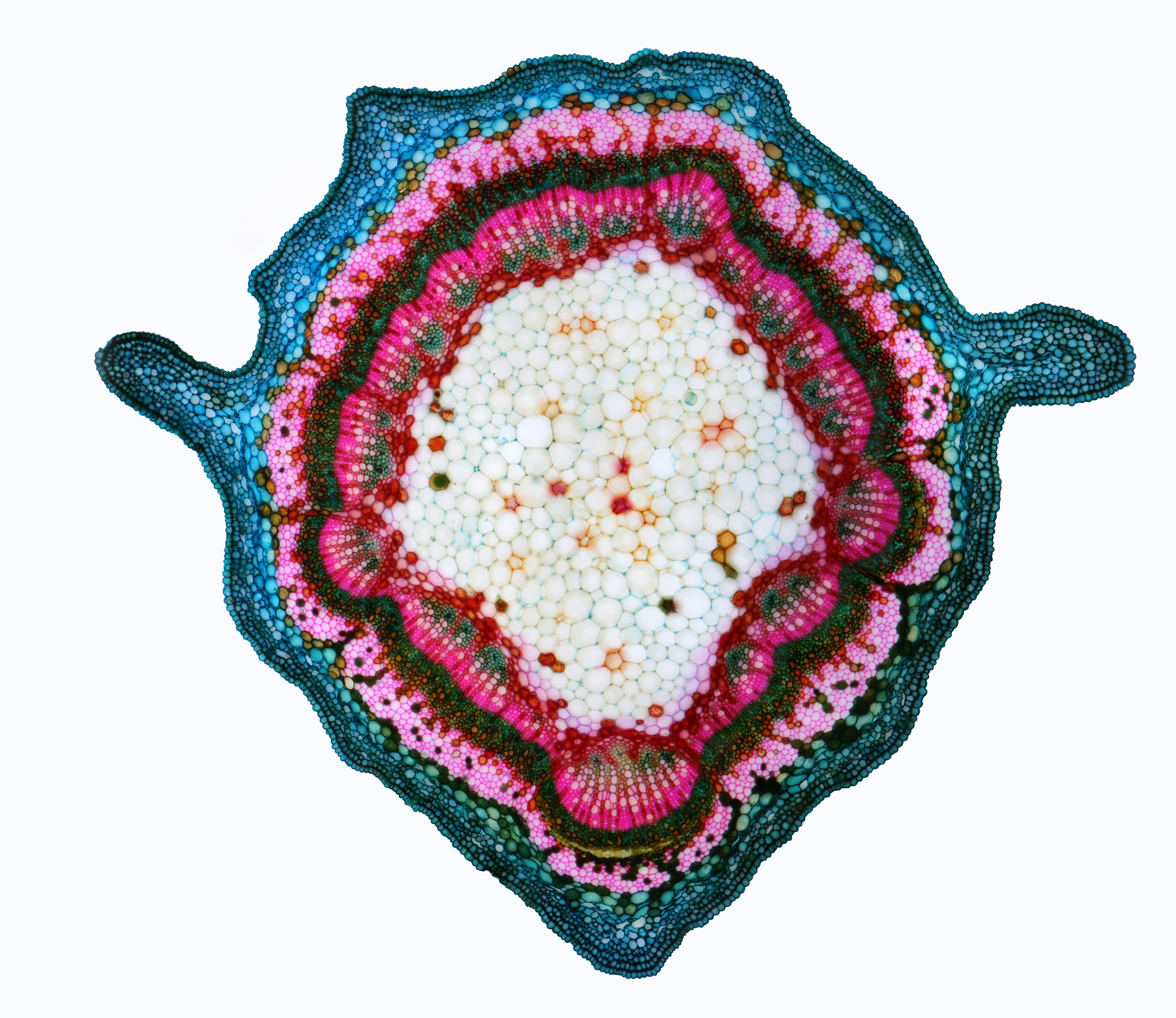
Un Physocarpus opulifolius, vue au microscope.

- Phyllostachys - fam. Poacées (Bambou)
  - Phyllostachys acuta
  - Phyllostachys aurita
  - Phyllostachys angusta
  - Phyllostachys arcana
  - Phyllostachys atrovaginata
  - Phyllostachys aurea
  - Phyllostachys aureosulcata
  - Phyllostachys aurita
  - Phyllostachys bambusoïdes
  - Phyllostachys bissetii
  - Phyllostachys boryana
  - Phyllostachys circumpilis
  - Phyllostachys congesta
  - Phyllostachys decora
  - Phyllostachys dulcis
  - Phyllostachys edulis
  - Phyllostachys flexuosa
  - Phyllostachys fimbriligula
  - Phyllostachys glauca
  - Phyllostachys heteroclada
  - Phyllostachys hispida
  - Phyllostachys humilis
  - Phyllostachys incarnata
  - Phyllostachys iridescens
  - Phyllostachys kwangsiensis
  - Phyllostachys lithophila
  - Phyllostachys lofushanensis
  - Phyllostachys makinoi
  - Phyllostachys meyeri
  - Phyllostachys nidularia
  - Phyllostachys nigella
  - Phyllostachys nigra
  - Phyllostachys nuda
  - Phyllostachys parvifolia
  - Phyllostachys platyglossa
  - Phyllostachys praecox
  - Phyllostachys primotina
  - Phyllostachys prominens
  - Phyllostachys propinqua
  - Phyllostachys purpurata
  - Phyllostachys robustiramea
  - Phyllostachys rubicunda
  - Phyllostachys rubromarginata
  - Phyllostachys rutila
  - Phyllostachys sapida
  - Phyllostachys stimulosa
  - Phyllostachys sulfurea
  - Phyllostachys violascens
  - Phyllostachys virella
  - Phyllostachys viridiglaucescens
  - Phyllostachys viridis
  - Phyllostachys vivax
  - Phyllostachys yunhoensis

- Physalis - Solanacées
  - Physalis alkekengi - Alkékenge
  - Physalis peruviana - Alkekenge jaune doux, ou « Capuli », « Coqueret comestible », « Groseille du cap »

- Physocarpus
  - Physocarpus opulifolius - Physocarpe à feuilles d'obier

- Physostegia - Labiacées
  - Physostegia virginiana
    - Physostegia virginiana granulosa

- Phyteuma - Campanulacées
  - Phyteuma betonicifolium
  - Phyteuma carmelii
  - Phyteuma confusum
  - Phyteuma cordatum
  - Phyteuma gallicum
  - Phyteuma globulariifolium
  - Phyteuma hedraianthifolium
  - Phyteuma hemisphaericum - Raiponce hémisphérique
  - Phyteuma humile
  - Phyteuma michelii
  - Phyteuma nigrum - Raiponce noire
  - Phyteuma orbiculare - Raiponce orbiculaire
  - Phyteuma ovatum
  - Phyteuma pseudorbiculare
  - Phyteuma pyrenaicum
  - Phyteuma rupicola - Raiponce des rochers
  - Phyteuma scheuchzeri
  - Phyteuma scorzonerifolium
  - Phyteuma serratum
  - Phyteuma sieberi
  - Phyteuma spicatum - Raiponce en épi ou « Raiponce salade », « Raiponce des bois »
  - Phyteuma tetramerum
  - Phyteuma vagneri
  - Phyteuma zahlbruckneri

- Phytolacca - fam. Phytolaccaceae
  - Phytolacca americana - Raisin d'Amérique
  - Phytolacca acinosa
  - Phytolacca dioica - Belombra